# Львовское (Акмолинская область)
Львовское (каз. Львовское) — село в Жаркаинском районе Акмолинской области Казахстана, образует административно-территориальную единицу «Село Львовское» со статусом сельского округа. 
- Код КАТО — 115454100[2].
- Код КАТО административной единицы — 115454000[3].

## География
Село расположено вдоль реки Ишим, в 14 км на юго-запад от центра района города Державинск.
Административно село граничит:
- на востоке с Нахимовским сельским округом,
- на юго-востоке с Валихановским сельским округом,
- на юго-западе и западе с Амангельдинским районом Костанайской области,
- на севере со селом Пригородное.

### Улицы[4]
- ул. Банная,
- ул. Валентины Терешковой,
- ул. Животноводов,
- ул. Зерноскладская,
- ул. Клубная,
- ул. Комсомольская,
- ул. Ленина,
- ул. Мира,
- ул. Набережная,
- ул. Новая,
- ул. Строителей,
- ул. Трудовая,
- ул. Целинная,
- ул. Юрия Гагарина.

### Ближайшие населённые пункты
- село Пригородное в 11 км на северо-западе,
- село Валиханово в 13 км на юге-западе,
- село Нахимовка в 15 км востоке.

## Население
В 1989 году население села составляло 1226 человек (из них русских 41%).
В 1999 году население села составляло 764 человека (364 мужчины и 400 женщин). По данным переписи 2009 года, в селе проживал 371 человек (179 мужчин и 192 женщины).
| Численность населения | Численность населения | Численность населения |
| 1989                  | 1999                  | 2009                  |
| --------------------- | --------------------- | --------------------- |
| 1226                  | ↘764                  | ↘371                  |